# Xenorhina minima
Espèce
Synonymes
- Asterophrys minima Parker, 1934

Statut de conservation UICN

 DD  : Données insuffisantes
Xenorhina minima est une espèce d'amphibiens de la famille des Microhylidae.

## Répartition
Cette espèce est endémique de Nouvelle-Guinée occidentale. Son aire de répartition concerne trois zones dans le centre-est de la province indonésienne de Papouasie. Elle est présente entre 1 000 et 3 500 m d'altitude,.

## Publication originale
- Parker, 1934 : A Monograph of the Frogs of the Family Microhylidae, p. 1-208.